# Nikola Zjekov
Nikola Todorov Zhekov (Bulgaars: Никола Тодоров Жеков) (Sliven, 6 januari 1864 - Füssen, 1 november 1949) was minister van Oorlog van Bulgarije in 1915 en diende als opperbevelhebber van 1916-1918 tijdens de Eerste Wereldoorlog.

## Voor de oorlog
Zhekov diende tijdens twee eerdere conflicten: Servisch-Bulgaarse Oorlog in 1885, en de Balkanoorlogen 1912-1913, waar hij het bevel had over het 2de leger. Van augustus tot oktober 1915 was Zhekov de minister van Oorlog van Bulgarije, werkend aan Bulgaarse deelname van de Eerste Wereldoorlog aan de kant van de centrale mogendheden (en de invasie van Servië).

## Eerste Wereldoorlog
Na Servië de oorlog verklaard te hebben werd Zhekov aangewezen als opperbevelhebber van het leger aan het Balkanfront. Het 1e Bulgaarse leger samengevoegd met Mackensens legergroep, bracht het Servische leger een vernietigende nederlaag toe samen met Duitse en Oostenrijk-Hongaarse troepen. Hierdoor werd het Servische leger gedwongen om ver terug te trekken (tot de Griekse grens). Onder Mackensens bevel vocht het Bulgaarse leger ook mee in de voor de centralen succesvolle Roemeense Campagne.
Los daarvan wist Zhekov de geallieerde offensieven van uit Thessaloniki in de herfst van 1916 en de lente van 1917 af te stoppen in de Slag bij Florina en de Slag bij het Prespameer. Zhekovs troepen deden ook mee aan de succesvolle aanval op de haven van Kavalla van augustus tot september 1917.
Na de oorlog koos hij er voor om te vluchten naar Duitsland. Hij keerde terug in 1923 om zijn reputatie te verdedigen en werd veroordeeld tot 3 jaar gevangenisstraf. Daarna ging hij terug naar Duitsland, waar hij later een nazi werd. Hij stierf in Füssen.

## Onderscheidingen
- Militaire Orde voor Dapperheid in de Oorlog, 2e en 3e Graad, 2e Klasse
- Sint-Alexanderorde
- Militaire Orde van Verdienste, IVe en Ve Klasse
- Pour le Mérite op 16 januari 1916
- IJzeren Kruis 1914, 1e Klasse en 2e Klasse
- Orde van de Rode Adelaar, Grootkruis en 2e Klasse
- Saksisch-Ernestijnse Huisorde
- Kroonorde
- Orde van de IJzeren Kroon, 2e Klasse
- Leopoldsorde, 1e Klasse
- Kruis voor Militaire Verdienste, 1e Klasse met Oorlogsdecoratie
- Orde van Osmanie, 1e Klasse
- IJzeren Halve Maan
- Medaille van de Orde van de Eer in goud en zilver in 1916